# Gerhard Hilbrecht
Gerhard Hilbrecht (ur. 2 kwietnia 1915 w Walkowicach, zm. 1 listopada 1996 w Prien am Chiemsee) – niemiecki lekkoatleta, specjalizujący się w rzucie dyskiem.
W 1936 wystartował na igrzyskach olimpijskich w rzucie dyskiem, jednakże nie udało mu się przejść przez kwalifikacje.
W 1937 zdobył złoty medal studenckich mistrzostw świata (poprzednika uniwersjady) w rzucie dyskiem z wynikiem 46,25 m.
Siedmiokrotny medalista mistrzostw kraju w rzucie dyskiem. W 1934 został brązowym medalistą, w 1936 i 1937 zdobywał srebro, w 1943 i 1946 zostawał mistrzem Niemiec, a w 1947 i 1948 ponownie wywalczył srebrne medale.

## Rekordy życiowe
- Rzut dyskiem – 48,37 (1937)